# Yevgueni Yatsinenko
Yevgueni Yatsinenko –en ruso, Евгений Яциненко– (Melitopol, URSS, 8 de enero de 1925 – Mykolaiv, Ucrania, 15 de diciembre de 2013) fue un deportista soviético que compitió en piragüismo en la modalidad de aguas tranquilas. Ganó una medalla de plata en el Campeonato Mundial de Piragüismo de 1958 en la prueba de K2 1000 m.
Representó a la Unión Soviética en los Juegos Olímpicos de Melbourne 1956, donde finalizó quinto en la prueba de K2 1000 m.

## Palmarés internacional
| Campeonato Mundial | Campeonato Mundial     | Campeonato Mundial | Campeonato Mundial |
| Año                | Lugar                  | Medalla            | Evento             |
| ------------------ | ---------------------- | ------------------ | ------------------ |
| 1958               | Praga (Checoslovaquia) | Medalla de plata   | K2 1000 m          |